# Remote Shell
O Remote Shell (rsh) é uma ferramenta de acesso remoto para a execução de um comando shell script como outro usuário, e em outro computador através de uma rede de computadores via protocolo TCP/IP. O comando foi desenvolvido em 1982 no Grupo de Pesquisa de Sistemas Computacionais da Universidade da Califórnia em Berkeley, junto a diversos outros programas para acesso remoto chamados Berkeley r-commands. E posteriormente incorporado ao BSD

Tipicamente utiliza-se o comando rsh da seguinte maneira:
```
rsh
 
host
 
shell
 
command

```

Devido a problemas de segurança o remote shell foi sendo amplamente substituído pelo secure shell (SSH), no qual a conexão entre o servidor e o cliente é criptografada utiizando o protocolo SSH.

## rshvsrlogin
Ambos os comandos rsh e rlogin pertencem ao mesmo pacote e realizam a mesma função de acesso remoto, contudo o comando rlogin estabelece uma conexão persistente com a outra máquina, a qual precisa ser encerrada manualmente. Já o comando rsh, realiza a autenticação com o usuário e encerra a sessão automaticamente após executar o comando.